# つゝじ観光バス
つゝじ観光バス株式会社（つつじかんこうバス）は、群馬県館林市に本社を置くバス・タクシー事業者である。本業の貸切バスのほかに路線バス（広域公共路線バス）の運行も行っており、市内では館林観光バスとともに重要な交通機関となっている。
タクシーは、館林タクシーセンターの屋号にて営業を行っている。

## 運行路線
- 館林・板倉線
  - 厚生病院前 - 館林駅 - つつじが岡公園入口 - 板倉東洋大前駅
- 館林・板倉北線
  - 厚生病院前 - 館林駅 - JA大島支所前 - 板倉東洋大前駅
- 館林・千代田線
  - 厚生病院前 - 館林駅 - 千代田町役場前 - 赤岩渡船
- 館林・邑楽・千代田線
  - 館林駅 - 館林高校 - 関東学園南 - 篠塚稲荷神社 - 赤岩渡船
- 渡瀬巡回線
  - 館林駅 - 広内町 - つつじ野団地 - 岡野集落センター前 - 館林駅
- 多々良巡回線
  - 館林駅 - 館林高校 - 老人ホーム前 - 税務署前 - 館林駅

### 廃止路線
- 館林・明和・板倉線
  - 厚生病院前 - 館林駅 - 赤生田本町 - 南小学校前 - 板倉東洋大前駅

運行費負担金などで板倉町と明和町で意見対立を生じたため、2021年3月31日をもって廃止された。

## 車両
貸切バスと路線バスともに日野自動車製が多いが、路線用ではトヨタ・ハイエースも導入されている。保有台数は、貸切バス9台、路線バス11台、タクシー51台である。

### 貸切バス
塗装は、青地に黄色の帯を採用する。

現在は日野・セレガや日野・メルファを保有。かつてはボルボ・アステローペや日野・ブルーリボン グランシアターなども保有していた。

### 路線バス
塗装は、路線ごとのカラーとなっている。

当初は、日野・レインボーRBおよびリエッセ、その後日野・レインボーHRが採用されたが、現在はいすゞ・エルガミオや日野・ポンチョに代替されている。渡瀬巡回線のみハイエースでの運行である。

### タクシー
タクシー用は、クラウン、トヨタ・プリウス、トヨタ・プリウスα、ジャパンタクシー、シエンタが使用されている。

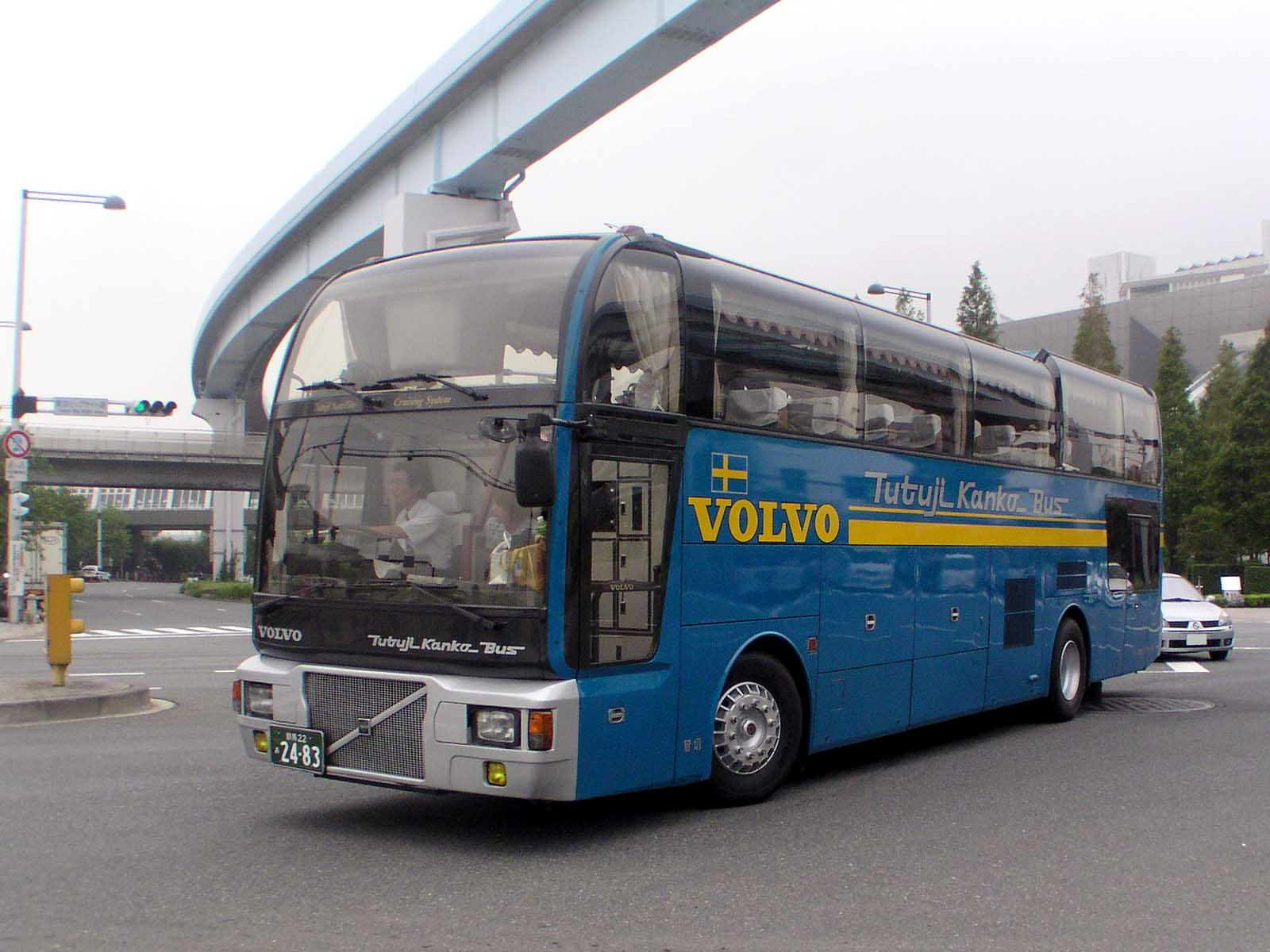
貸切車（ボルボ・アステローペ）
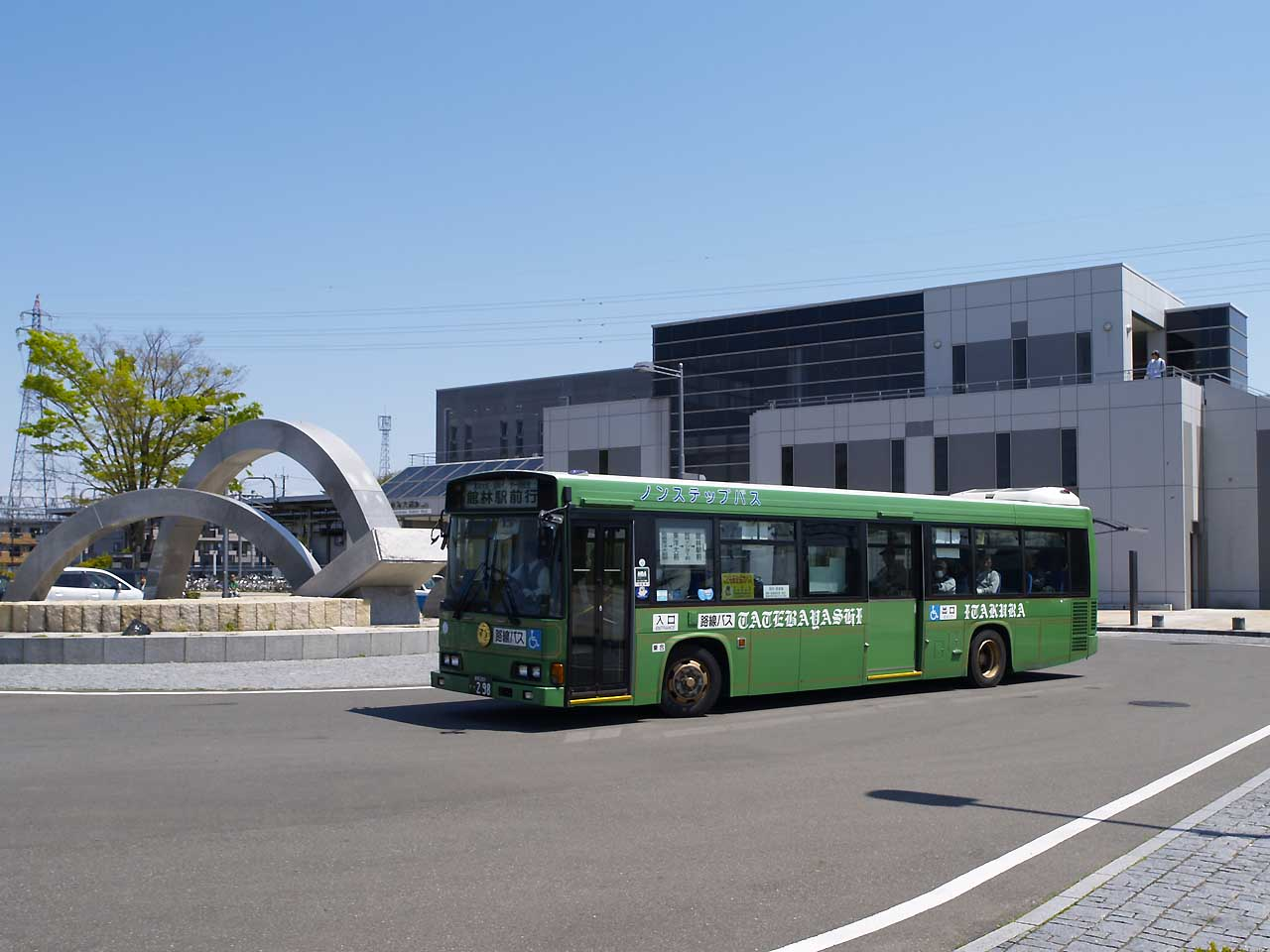
路線バス（日野レインボーHR）
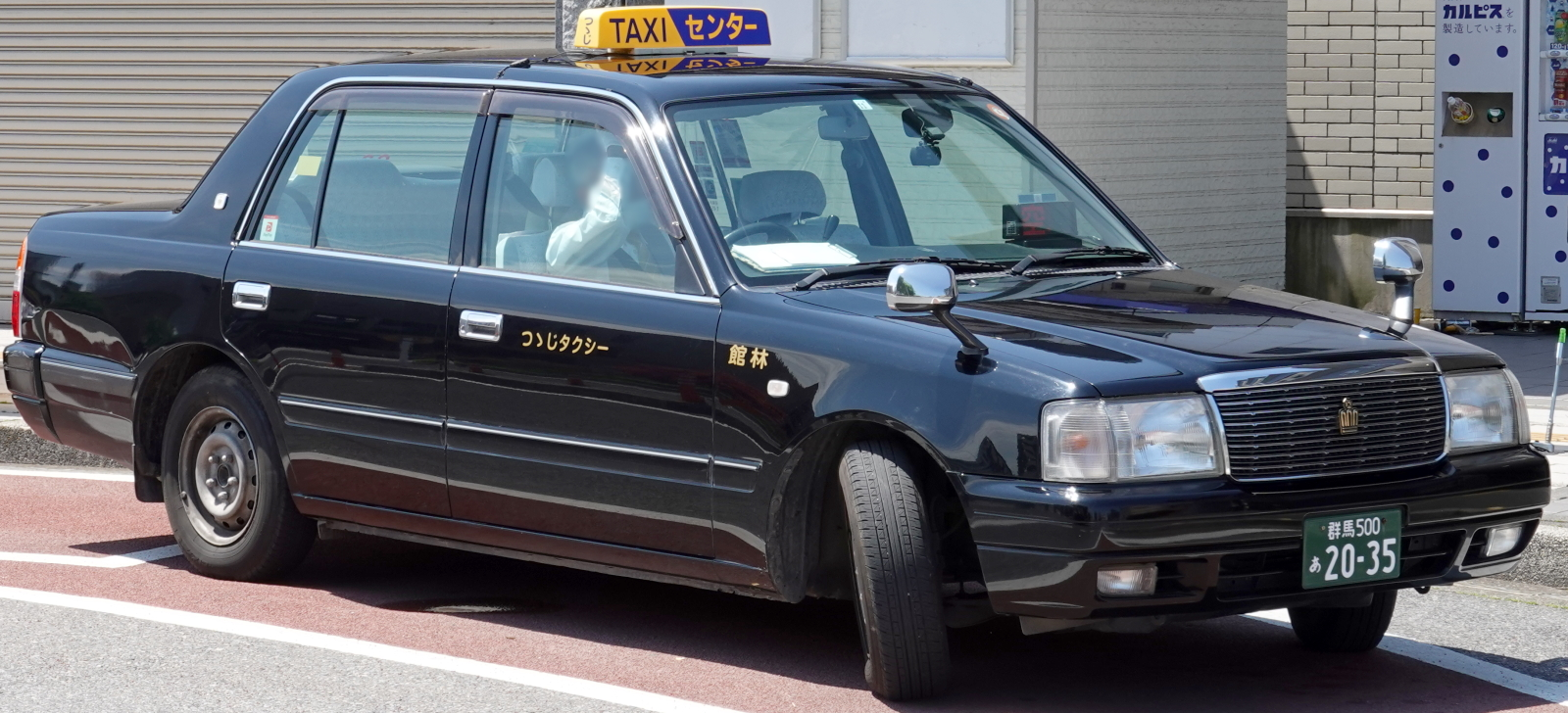
タクシー（クラウンコンフォート）

## 制服
制服はないが、制帽がある。